# Bohusz (herb szlachecki)
Bohusz (Widły) − polski herb szlachecki.

## Opis herbu
Opisy z wykorzystaniem zasad blazonowania, zaproponowanych przez Alfreda Znamierowskiego:
W polu czerwonym dwuzębne żeleźce wideł. 
W klejnocie nad hełmem w koronie takież same żeleźce.

## Najwcześniejsze wzmianki
Według Ostrowskiego przyniesiony z Czech w 1296.

## Herbowni
Herb ten, jako herb własny, przysługiwał jednej tylko rodzinie herbownych: Bohusz.